# یک یانکی در آکسفورد
یک یانکی در آکسفورد (انگلیسی: A Yank at Oxford) فیلمی بریتانیایی در سبک کمدی-درام به کارگردانی جک کانوی است که در سال ۱۹۳۸ منتشر شد.

## بازیگران
- رابرت تیلور
- لیونل باریمور
- مورین اوسالیوان
- ویوین لی
- ادموند گون
- کلود گیلینگواتر
- گریفیث جونز
- تالی مارشال
- والتر کینگزفورد
- دودلز ویوِر